# Svjetionik Rt Marlera
Svjetionik Rt Marlera je svjetionik na jugoistočnom vrh poluotoka Istre. Nalazi se 6 km of Ližnjana, na najistočnijem dijelu poluotoka Merlera, na punti Grkova, oko 25 m od mora.
Svjetionik je izgrađen između 1865. i 1880., s ciljem da se osigura sigurnost plovidbe u Medulinskom zaljevu. Naime, u zaljevu i ispred njega je nekoliko otočića i hridi (Bodulaš, Ceja, Fenera, Levan, Levanić, Pomerski školjić, Premanturski školjić, Šekovac, Trumbuja), pa je zbog jake morske struje i snažnih zimskih vjetrova plovidba nekada rizična. Svjetionik je od same izgradnje pa do 1970. godine bio kontinuirano naseljen.
Sastoji se od izdvojene kule visoke 9 m sa svjetlom i prizemne zgrade ukupne površine 60 m2. U zgradi nema električne energije, a vodom se opskrbljuje iz vlastite cisterne. Svjetionik je automatiziran i uključen u sustav daljinskog nadzora.